# Kunst-Stoffe
Kunst-Stoffe ist ein gemeinnütziger Verein mit Sitz in Berlin, der 2006 in Pankow gegründet wurde. Der Verein führt den Namen Kunst-Stoffe – Zentralstelle für wiederverwendbare Materialien.
Ziel des Vereins ist es, an einer Stelle den vermeintlichen Berliner Müll zu sammeln, um ihn an Interessenten weiterreichen zu können. Der Deutsche Naturschutzring gab folgende positive Einschätzung dazu: „Die kreative Wiederverwendung ausgesonderter Produkte trägt zur Abfallvermeidung und Entlastung der Umwelt bei. […] Im Mittelpunkt der Arbeit von Kunst-Stoffe steht die künstlerische, ästhetische, umweltwissenschaftliche und kultursoziologische Beschäftigung mit Wieder- und Weiterverwendungsstrategien.“
Der Verein sammelt, was Baumärkte, Handwerkerfirmen und Betriebe zur Verfügung stellen. Einen großen Anteil machen Papprollen, Farbeimer, Holzabfälle, Fliesen, Steine, Knöpfe, Monitore, Dekorationsmaterial bis hin zu Verpackungsmaterial aus. Unternehmen, die Materialien abgeben wollen, können die Lieferung mit dem Verein absprechen. Chemisch oder umwelttechnisch belastete Materialien und komplette Produkte, beispielsweise Möbel, werden nicht gesammelt, für letztere sind die Möbelbörsen eingerichtet.

## Zielgruppe
Zielgruppe der Einrichtung sind Kunstschaffende, Bildungseinrichtungen oder Selbermacher. Diese können sich gegen einen geringen Preis an den Materialien bedienen.

## Gründungsgeschichte
Die Idee stammt aus den USA (New York: Materials for the Arts). Seit den 1970er Jahren existieren ReUse-Zentren (zu deutsch: „Zentren für die Wiederverwendung“) auch in anderen Städten der USA und dem Vereinigten Königreich, „in denen wiederverwertbare Materialien gesammelt, sortiert und […] verfügbar gemacht werden.“ Der Verein Kunst-Stoffe wurde 2006 als erstes Wiederverwendungszentrum in Deutschland gegründet.
„Zwischen dem Besuch bei Materials for the Arts und der Eröffnung von Kunst-Stoffe lagen über zehn Jahre. Mittlerweile gab es in Deutschland Bagels, Skateboards und Halloween, aber keine Spur eines Gebrauchtmaterialzentrums.“
„Inzwischen ist der Verein in Berlin gut vernetzt, hat in ganz Deutschland Nachahmer gefunden. Da gibt es die Recyclingbörse in Bielefeld und eine Recyclingwerkstatt in Hamburg, die Projekte für Schulen und Kindertagesstätten anbietet.“ Neuere Einrichtungen in Deutschland sind z. B. die Hanseatische Materialverwaltung in Hamburg und die Material-Mafia in Berlin.
Kunst-Stoffe nutzte anfangs 16 Garagen in der Berliner Straße 17 in Berlin-Pankow als Lagerräume. Zu Beginn des Jahres 2011 ist das Projekt ins Vorderhaus, unmittelbar an der Berliner Straße, gezogen.

## Projekte
- Neben dem Materiallager bietet Kunst-Stoffe ein großes Repertoire an kreativen Workshops […] offene Werkstätten, die man mieten kann und in denen man seine Handwerksarbeiten – von Holz- bis zu Metallverarbeitung – vor Ort, auf Wunsch auch mit Hilfe einer Fachkraft, erledigen kann.[6][13]

- Im Jahr 2012 initiierte Kunst-Stoffe das Projekt Mobile Werkstatt. Es ist Teil des Berliner Lastenrad-Netzwerks[14]. In der Presse wurde auf dieses Projekt besonders aufmerksam gemacht: „Ein Kooperationsprojekt von Kunst-Stoffe - Zentralstelle für wiederverwendbare Materialien e.V. […] und anderen Mitstreitern, die sich für Gemeingüter einsetzen und zukunftsfähige Mobilität befördern.“[15] Selbst das Bundesministerium für Bildung und Forschung unterstützte das Projekt mit dem epischen Titel ‚Berliner Lastenrad-Netzwerk für nachhaltige Entwicklung‘, das eine Weiterentwicklung der ursprünglichen Idee einer mobilen Werkstatt darstellt: „Kunst-Stoffe-Berlin […] Open Design City und andere Partner schaffen damit die Infrastruktur für den Transportrad-Eigenbau auch an solchen Orten, die nicht mit einer vollausgestatteten Werkstatt aufwarten können.“[16]

- Seit Januar 2013[17] organisiert Kunst-Stoffe das erste Berliner Repair-Café[18][19], wo ehrenamtliche Helfer und Experten Besucher dabei unterstützen, so viel wie möglich an kaputten Geräten und Gegenständen selbst reparieren zu können.[20][21]

## Auszeichnungen
- 2011 erhielt Kunst-Stoffe den Pankower Umweltpreis mit dem Thema Schonender Umgang mit Ressourcen, Mehrfachnutzung, Recycling.[22]
- 2011, 2012 und 2013 erhielt das Werkstatt-N-Projekt von Kunst-Stoffe das Qualitätssiegel vom Rat für nachhaltige Entwicklung.[23]
- 2013 Das Berliner Lastenrad-Netzwerk ist Preisträger des Wettbewerbs zur Förderung von lokalen Bildungs- und Kompetenznetzwerken für Nachhaltigkeit vom Rat für Nachhaltige Entwicklung.[24]
- Ende 2013 wurde das Repair-Café mit dem Berliner Umweltpreis des Bundes in der Kategorie Umweltengagement ausgezeichnet.[25][26]
- 2013/2014: Der Verein wurde Preisträger des bundesweiten Innovationswettbewerbs Ausgezeichnete Orte im Land der Ideen 2013/2014[27]. Die Begründung des Auswahlkomitees lautete: „Alte Werbeplanen, defekte Lüftungsrohre und zersplitterte Holzplatten sehen aus wie Müll, sind aber ein Schatz – wenn man ihn versteht zu heben. Genau das tun die Macher von KUNST-STOFFE, dem ersten deutschen Zentrum für Abfallumnutzung in Berlin. […] Mit offenen Werkstätten, Kursen zur Nachhaltigkeitsbildung und einem Repair-Café weist das Recyclingprojekt einen Weg aus der Wegwerfgesellschaft.“[28]